# الغزو السوفيتي لمنشوريا
الغزو السوفيتي لمنشوريا أو كما أسمتها القيادة السوفيتية عملية هجوم منشوريا الإستراتيجية (بالروسية: Манчжурская стратегическая наступательная операция)، بدأت في 9 أغسطس 1945 بغزو الاتحاد السوفيتي لدولة مانشوكو العميلة لليابان في أكبر عمليات الحرب السوفيتية اليابانية، حيث تمكنت القوات السوفيتية من الاستيلاء على مانشوكو ومينتشيانغ (ومن ثم منغوليا الداخلية) وشمال كوريا وجنوب سخالين علاوة على جزر الكوريل مما عجّل باستسلام اليابان في الحرب العالمية الثانية بعد الهزيمة السريعة التي لاقاها جيش كوانتونغ بعدما وضح جليا قدرة الاتحاد السوفيتي ونيته في انتزاع كامل الأراضي اليابانية بما في ذلك التراب الوطني نفسه بعد الهجوم الخاطف على منشوريا وسخالين.
ومنذ عام 1983 دأب إطلاق اسم عملية عاصفة أغسطس على الغزو السوفيتي لمنشوريا بعدما أورد المؤرخ العسكري الأمريكي ديفيد غلانتز هذا الاسم في أحد الأبحاث التي قام بنشرها والتي تحدثت عن العملية العسكرية نفسها.

## ملخص
دخل الاتحاد السوفيتي الحرب في جبهة المحيط الهادئ ضمن الحرب العالمية الثانية في غضون ثلاثة أشهر من نهاية الحرب في أوروبا كما نص الاتفاق مع الحلفاء في مؤتمر طهران في نوفمبر 1943 ومؤتمر يالطا في فبراير 1945. بدأ الغزو في 9 أغسطس 1945، بعد ثلاثة أشهر بالضبط من استسلام ألمانيا في 8 مايو (9 مايو، 0:43 بتوقيت موسكو).
على الرغم أن الغزو قد بدأ في الفترة بين القصف النووي الأمريكي على هيروشيما، في 6 أغسطس، وقبل ساعات فقط من قصف ناغازاكي، في 9 أغسطس، كان توقيت الغزو قد خُطط له قبل وقت طويل وحُدد بواسطة توقيت الاتفاقات في طهران ويالطا، التي تنص على تعزيز القوات السوفيتية على المدى الطويل في الشرق الأقصى منذ مؤتمر طهران، وتاريخ الاستسلام الألماني قبل ثلاثة أشهر؛ في 3 أغسطس، أبلغ المارشال فاسيليفسكي الزعيم جوزيف ستالين أن بإمكانه الهجوم صباح يوم 5 أغسطس إذا لزم الأمر.
في الساعة 11 مساءً بتوقيت ترانس-بايكال (ت ع م+10:00) في 8 أغسطس 1945، أبلغ وزير الخارجية السوفياتي فياتشيسلاف مولوتوف السفير الياباني ناوتاكي ساتو بأن الاتحاد السوفيتي أعلن الحرب على اليابان، وأن الحكومة السوفيتية ستعتبر نفسها في حرب مع اليابان اعتبارًا من 9 أغسطس. بعد دقيقة واحدة من منتصف الليل بتوقيت ترانس-بايكال في 9 أغسطس 1945، بدأ السوفييت غزوهم في ثلاث جبهات بذات الوقت في شرق وغرب وشمال منشوريا، تمثلت في:
- العملية الهجومية كنغان-موكدن (من 9 أغسطس 1945 وحتى 2 سبتمبر 1945) (منطقة ليسر كنغان-موكدن)؛
- العملية الهجومية هاربين-كيرين (من 9 أغسطس 1945 وحتى 2 سبتمبر 1945) (منطقة هاربين-جيلين)؛
- عملية سنغاري الهجومية (من 9 أغسطس 1945 وحتى 2 سبتمبر 1945).

على الرغم من أن المعركة امتدت إلى ما وراء الحدود المعروفة تقليديًا باسم منشوريا ـأي الأراضي التقليدية لشعب المانشوـ إلا أن الغزوات المنسقة والموحدة للأراضي الشمالية في اليابان كانت تسمى أيضًا بمعركة منشوريا، وقد أُشير إليها أيضًا باسم عملية منشوريا الاستراتيجية الهجومية.

## الخلفية التاريخية والتعزيز
أسفرت الحرب الروسية اليابانية في أوائل القرن العشرين عن انتصار ياباني ومعاهدة بورتسموث التي سيطرت اليابان بمقتضاها، بالاقتران مع الأحداث الأخرى اللاحقة بما في ذلك حادثة موكدين والغزو الياباني لمنشوريا في سبتمبر 1931، في نهاية المطاف على كوريا ومنشوريا وجنوب سخالين. في أواخر ثلاثينيات القرن العشرين، كان هناك عدد من النزاعات الحدودية السوفيتية اليابانية، أهمها معركة بحيرة خاسان (حادثة تشانغكوفينج، في يوليو وأغسطس 1938) ومعركة خالخين غول (حادثة نومونهان، من مايو حتى سبتمبر 1939)، والتي أدت إلى اتفاق الحياد السوفياتي الياباني في أبريل 1941. أطلق اتفاق الحياد القوات بعيدًا عن النزاعات الحدودية ومكّن السوفييت من التركيز على حربهم مع ألمانيا، واليابانيين للتركيز على توسعهم الجنوبي في آسيا والمحيط الهادئ.
مع النجاح في ستالينغراد، وتزايد التأكد من الهزيمة النهائية لألمانيا بشكل متزايد، تغير الموقف السوفيتي تجاه اليابان، في العلن، إذ ألقى ستالين خطابات يشجب بها اليابان، و«على الصعيد المخفي»، عزز السوفييت قواتهم وإمداداتهم في الشرق الأقصى. في مؤتمر طهران (نوفمبر 1943)، وافق كل من ستالين، وونستون تشرشل، وفرانكلين روزفلت على أن يدخل الاتحاد السوفيتي الحرب ضد اليابان بمجرد هزيمة ألمانيا، بالإضافة إلى الموافقة على أشياء أخرى. واجه ستالين معضلة، إذ أراد أن يتجنب حربًا على جبهتين بأي ثمن تقريبًا، لكن الزعيم السوفيتي أراد أيضًا الحصول على مكاسب في الشرق الأقصى وأوروبا كذلك. كانت الطريقة الوحيدة ليحقق بها ستالين مكاسب من الشرق الأقصى دون الانخراط في حرب على جبهتين هي أن تستسلم ألمانيا قبل اليابان.

## الحملة
نُفذت العملية باستخدام حركة «الكماشة المزدوجة» الكلاسيكية على مساحة بحجم الجبهة الغربية لأوروبا في الحرب العالمية الثانية بأكملها. تقدم الجيش الأحمر السوفياتي في الصحاري والجبال في منغوليا باستخدام حركة الكماشة في الغرب، وفي مكان بعيد عن السكك الحديدية التي تمدهم بالمؤن. أربكت هذه الاستراتيجية فريق التحليل العسكري الياباني للوجستيات السوفيتية، وقد اندهش المدافعون حين وجدوا أنفسهم في مواقع غير محصنة. كان قادة جيش كوانتونغ يشاركون في تمرين تخطيطي وقت الغزو، وكانوا بعيدين عن قواتهم خلال الثماني عشرة ساعة الأولى من المعركة.
كانت البنية التحتية للاتصالات اليابانية ضعيفة، وفقد اليابانيون التواصل مع الوحدات الأمامية في وقت مبكر جدًا. ومع ذلك، كان لجيش كوانتونغ سمعة كبيرة كمقاتلين شرسين وعديمي الشفقة، وقد أبدوا مقاومة قوية في مدينة هايلار التي كانت حدًا عجزت بعض القوات السوفيتية عن اختراقه، على الرغم من قله قوته وعدم جاهزيته. وفي الوقت نفسه، استولت الوحدات السوفيتية المحمولة جوًا على المطارات ومراكز المدن قبل القوات البرية، ونقلت الطائرات الوقود إلى تلك الوحدات التي تجاوزت خطوط إمدادهم.
عبرت القوات السوفيتية التي نفذت حركة الكماشة نهر أوسوري من الشرق وتقدمت حول بحيرة خانكا وهاجمت نحو سويفنهي، ورغم أن المدافعين اليابانيين قاتلوا بقوة وقدموا مقاومة قوية، إلا أن السوفييت أثبتوا أنهم الغالبون.

## النتائج
كان غزو منشوريا عاملاً ساهم في استسلام اليابان ونهاية الحرب العالمية الثانية. بالإضافة إلى ذلك، سمح الاحتلال السوفيتي لمنشوريا، إلى جانب الأجزاء الشمالية من شبه الجزيرة الكورية، بانتقال تلك المناطق بوساطة الاتحاد السوفيتي إلى سيطرة الشيوعيين المحليين. كانت سيطرة الحكومات الشيوعية المدعومة من قبل السلطات السوفيتية على هذه المناطق عاملاً في صعود الشيوعيين الصينيين وتشكيل الصراع السياسي في الحرب الكورية.
تُرك الآلاف من اليابانيين الذين أُرسلوا كمستعمرين لمانشوكو ومنغوليا الداخلية في الصين. كانت غالبية اليابانيين الذين تُركوا في الصين من النساء، وتزوجت معظم النساء اليابانيات من رجال صينيين وأصبحوا معروفين باسم «زوجات الحرب اللواتي تقطعت بهم السبل». لم يُسمح للنساء اليابانيات بإحضار عائلاتهن الصينية معهن إلى اليابان نظرًا لأن لديهم أطفالًا من أزواج صينيين، لذا بقي معظمهم هناك. يسمح القانون الياباني فقط للأطفال المولودين من قبل آباء يابانيين بأن يصبحوا مواطنين يابانيين.
في أواخر عام 1949، أُدين العديد من أعضاء جيش كوانتونغ السابق الذين أُسروا في الغزو السوفيتي لمنشوريا بوجود صلة لهم بأنشطة الوحدة 731 والوحدات المرتبطة بها بسبب هذه الوحدات بارتكاب جرائم ضد الإنسانية واستخدام الأسلحة الكيماوية والبيولوجية.

## جرائم الحرب
هاجم الجنود السوفييت والمنغوليون المدنيين اليابانيين أثناء غزو منشوريا واغتصبوهم، وغالبًا ما شجعهم السكان المحليون الصينيون الذين كانوا مستائين من الحكم الياباني. انضم السكان المحليون الصينيون أحيانًا في ارتكاب هذه الهجمات ضد السكان اليابانيين مع الجنود السوفييت. في أحد الأمثلة الشهيرة، خلال مذبحة جيجينميو، قام الجنود السوفييت، بتشجيع من السكان المحليين الصينيين، باغتصاب وقتل أكثر من ألف امرأة وطفل ياباني. نُهبت ممتلكات اليابانيين أيضًا من قبل الجنود السوفييت والصينيين. زوّجت العديد من النساء اليابانيات أنفسهن إلى رجال منشوريين محليين لحماية أنفسهن من اضطهاد الجنود السوفييت. تزوجت معظم هؤلاء النسوة اليابانيات من رجال صينين وأصبحوا يُعرفون باسم «زوجات الحرب اللواتي تقطعت بهن السبيل».
انتحر العديد من المستوطنين اليابانيين جماعيًا مع اقتراب الجيش الأحمر منهم، وفقًا للمؤرخ السوفياتي فياتشيسلاف زيمونين. أجبرت القوات اليابانية الأمهات على قتل أطفالهن قبل أن يقتلهم الجنود أو أن يُقتلن هنّ أنفسهن. شارك الجيش الياباني غالبًا في قتل المدنيين. وعلق قائد الجيش الياباني الخامس، الجنرال شيميزو، قائلاً: «تعيش كل أمة وتموت بموجب قوانينها». تُرك الجنود اليابانيون الجرحى الذين كانوا غير قادرين على التحرك من تلقاء أنفسهم للموت بينما تراجع الجيش.